# D18E
La D18E es una serie de locomotora diésel de fabricación belga que se utiliza en la red ferroviaria vietnamita desde la década de 1980.

## Historia
Las locomotoras fueron construidas en Bélgica por Cockerill - ACEC - BN en 1983, entrando en servicio en Vietnam en agosto de 1984. Las unidades fueron numeradas del 601 al 618.
Las serie fue adquirida por un Vietnam reunificado utilizando uno de los primeros préstamos de estado a estado ofrecidos al país después del final de la Guerra de Vietnam; Bélgica y Vietnam han tenido una historia diplomática continua desde que se compraron locomotoras.Bélgica fue uno de los primeros países en establecer relaciones diplomáticas con Vietnam después de que se firmara el Acuerdos de Paz de París en 1973 y fue uno de los primeros en apoyar económicamente al país después de que terminó la guerra. Como parte del proceso, el Parlamento belga aprobó un préstamo para permitir la compra de estas locomotoras.
Se ha observado que las locomotoras D18E tiene un consumo de combustible relativamente alto en comparación con las más modernas D19E y D20E, debido a su falta de reguladores de velocidad electrónicos. Los ferrocarriles estatales han estudiado formas de reducir el consumo de combustible de estos y otros tipos de locomotoras más antiguas.
En 2023, todavía había 16 unidades en funcionamiento, pero al final de su vida útil obligatoria de 40 años. Debido a los efectos del COVID-19 en la economía, no es probable que se reemplacen muy pronto, debido al alto costo de las locomotoras nuevas y más respetuosas con el medio ambiente. En 2023, el ferrocarril había experimentado perdidas financieras en cada uno de los últimos 3 años. Un funcionario señala que, a pesar de su antigüedad, "todas las locomotoras diésel reciben mantenimiento y son operadas normalmente por VNR".En julio de 2023, el gobierno emitió un decreto que permite que las locomotoras que hayan llegado al final de su vida útil de 40 años operen hasta el 31 de diciembre de 2030. Las unidades D18E fueron inspeccionadas y se dijo que aun cumplen con los estándares técnicos, lo que garantiza una operación continua segura de las locomotoras.
El embajador belga en Vietnam visitó las locomotoras restantes durante una visita oficial en 2018, y el Hanoi Times calificó a las locomotoras como "embajadoras del apoyo de Bélgica" al país desde 1978.